# ベネット・シェラード (第3代ハーバラ伯爵)
第3代ハーバラ伯爵ベネット・シェラード（英語: Bennet Sherard, 3rd Earl of Harborough、1709年9月3日（洗礼日） – 1770年2月23日）は、イギリスの貴族。1732年から1750年までシェラード卿の儀礼称号を使用した。

## 生涯
第2代ハーバラ伯爵フィリップ・シェラードとアン・ペッドリー（Anne Pedley、1750年2月16日没、ニコラス・ペッドリーの娘）の長男として生まれ、1709年9月3日に洗礼を受けた。
1750年7月に父が死去すると、ハーバラ伯爵の爵位を継承した。
1770年2月23日に死去、ステイプルフォードで埋葬された。4度の結婚にもかかわらず後継者となる男子が生存しておらず、弟ロバートが爵位を継承した。

## 家族
1748年6月28日、エリザベス・ヴァーニー（Elizabeth Verney、1756年6月7日没、初代ヴァーニー伯爵ラルフ・ヴァーニーの娘）と結婚したが、2人の間で儲けた子女は夭折した。
1757年7月2日、フランシス・ノエル（Frances Noel、1760年12月15日没、ウィリアム・ノエルの娘）と再婚、1女を儲けた。
- フランシス（Frances） - 1776年4月18日、ジョージ・モーガン（George Morgan）と結婚[2]

1761年3月31日、マーガレット・ヒル（Margaret Hill、1729年7月7日 – 1766年2月21日、トマス・ヒルの娘）と再婚、1男を儲けた。
- ベネット（1768年2月21日没） - 1768年2月27日にステイプルフォードで埋葬

1767年10月8日、エリザベス・ケイヴ（Elizabeth Cave、1797年3月5日没、第5代準男爵サー・トマス・ケイヴの娘）と再婚したが、2人の間に子供はいなかった。